# Bão Cempaka (2017)
Bão nhiệt đới Cempaka là 1 xoáy thuận đã tác động đến hòn đảo Java và Bali, Indonesia, Quần đảo Cocos (Keeling) tháng 11 năm 2017. Mặc dù và chỉ phát triển thành xoáy thuận nhiệt đới. Cempaka đã gây ra tổn thất 41 với hơn 20.000 người sơ tán và thiệt hại khoảng 83,6 triệu USD mưa lớn và ngập lụt. Cempaka là cơn bão thứ tư được đăng ký tại Indonesia bởi Trung tâm cảnh báo Bão nhiệt đới của Indonesia. Đây cũng là cơn bão gần nhất gần như đổ bộ.

## Ảnh hưởng

Lượng mưa hàng giờ tại các bộ phận của Java trong thời gian xoáy thuận Cempaka hoạt động.

Bão Cempaka không đổ bộ nhưng lượng mưa mà nó đem lại đã gây ra lũ lụt và lở đất nghiêm trọng trên 28 tỉnh và thành phố Java, chủ yếu dọc theo phần phía nam của hòn đảo. Có các báo cáo cho thấy lốc xoáy cũng xuất hiện trong khu vực.. Lượng mưa 350 mm (14 in) tới 400 mm (16 in) trong một ngày . đã báo cáo và hơn 14.000 người đã được sơ tán ở Trung Java, Đông Java và Yogyakarta Ủy ban quản lý thiên tai quốc gia Indonesia (BNPB). Lốc xoáy cũng thay đổi hướng tro từ Núi lửa Agung Bali từ phía đông về phía Lombok sang phía tây qua Banyuwangi và Jember.. Đến đầu tháng 12, BNPB đã ước lượng rằng ít nhất 41; người được báo cáo đã thiệt mạng tại Pacitan, Yogyakarta, Wonogiri, Purworejo và Wonosobo. Hơn 28.000 người đã ở trong các nhà tạm trú trong khi chi phí cho các thiệt hại được ước tính là Rp1.13 trillion (US$83.6 million).